# Kanał Leśniczówka

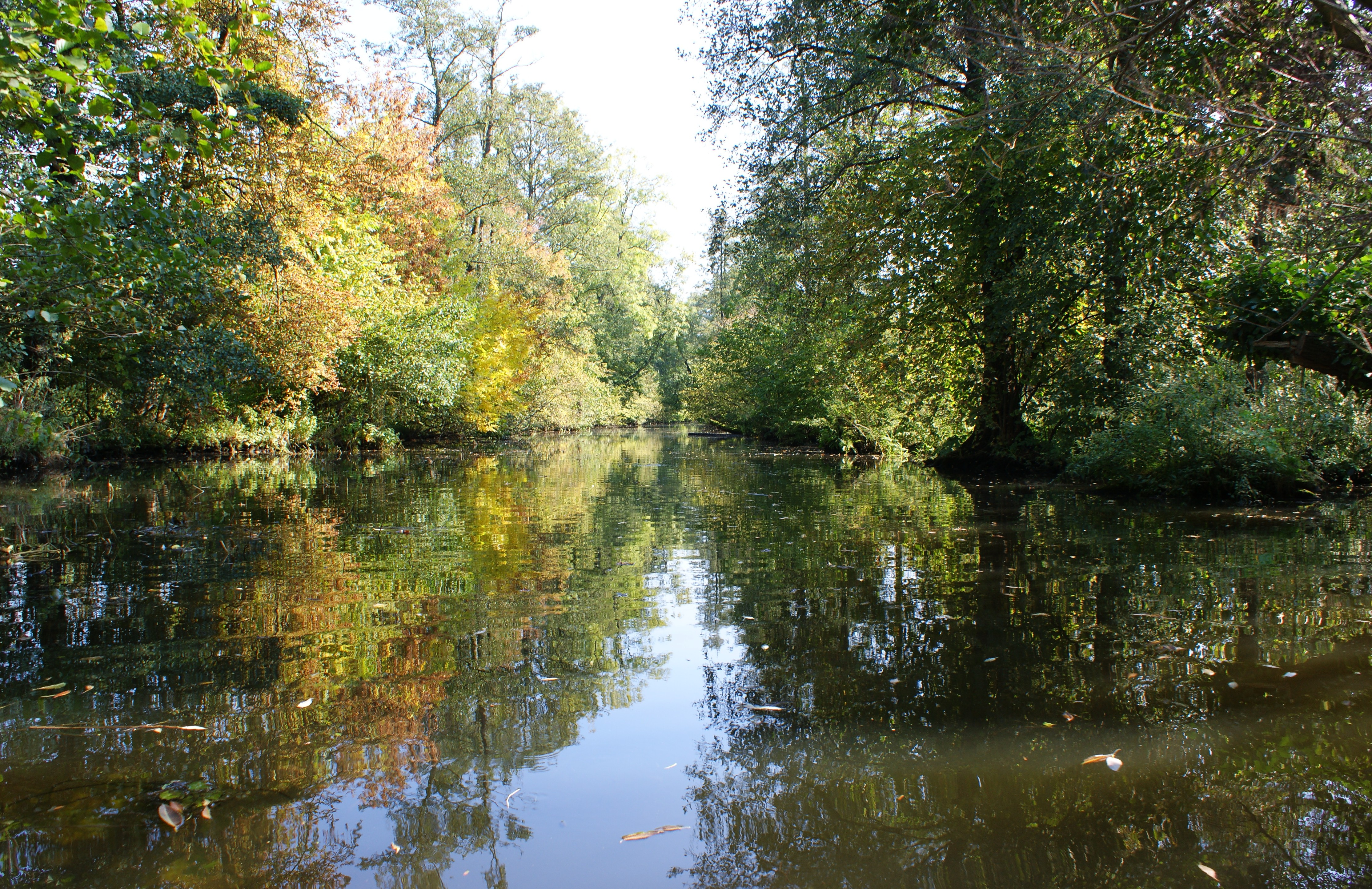
Kanał w zachodniej części

Kanał Leśniczówka (niem. Königsgraben) – kanał przecinający równoleżnikowo wyspę Dębina na szczecińskim Międzyodrzu. 
Tnie wyspę w połowie jej długości. Od zachodu otwiera się na Odrze Zachodniej na wysokości osiedla Glinki, od wschodu wychodzi na Jezioro Dąbie. Ma długość 1,15 km. Na początku XX wieku na północnym brzegu, przy wylocie kanału do Odry znajdowała się leśniczówka.